# Ренуар, Франсуа Жюст Мари
Франсуа Жюст Мари Ренуар (1761—1836) — французский писатель-драматург и филолог, член французской академии.
Дебютировал трагедией «Caton d’Utique» (1794), задуманной в тюрьме, куда он был заключён во время террора. Трагедия представляла собой протест против тирании и прошла незамеченной.
В 1805 г. имела блестящий успех его трагедия «Les Templiers». Теперь, при чтении, этот громадный успех кажется непонятным, но тогда, в эпоху античных и мифологических сюжетов, самое содержание драмы казалось глубоко национальным, и притом главную роль в ней исполнял Тальма. Трагедия Ренуара «Les états de Blois» (1814) не имела успеха.
Из его поэтических произведений выдаются ещё поэма «Socrate dans le temple d’Aglaure» (1803) и оды «Camoëns» и «Le dévouement de Malesherbes» (1822). Устойчивее театрального успеха была известность филологических изысканий Ренуара. Работы его относятся преимущественно к истории провансальского языка, в котором он видел родоначальника всех новых романских языков. Главные из них: «Eléments de la grammaire romane» (1816), «Choix des poésies originales des troubadours» (1816—1821; способствовало развитию романтизма), «Fragments d’un poëte en vers romans» (1817), «Grammaire comparée des langues de l’Europe latine dans leurs rapports avec la langue des troubadours» (1821), «Des troubadours et des cours d’amour» (1817), «Observations philologiques sur le roman de Rou» (1829), «Influence de la langue romane» (1835), «Lexique roman ou Dictionnaire de la langue des troubadours» (1838—1844), «Monuments historiques relatifs à la condamnation des chevaliers du Temple» (1813), «Histoire du droit municipal en France sous la domination romaine» (1829).